# Liste der Naturdenkmale in Gau-Algesheim
Die Liste der Naturdenkmale in Gau-Algesheim nennt die im Gemeindegebiet von Gau-Algesheim ausgewiesenen Naturdenkmale (Stand 1. Mai 2024).

## Naturdenkmale
| Nr.         | Bezeichnung                  | Lage                          | Beschreibung           | Bild            |
| ----------- | ---------------------------- | ----------------------------- | ---------------------- | --------------- |
| ND-7339-052 | Kastanie in der Grabenstraße | Grabenstraße, bei Nr. 60 Lage | Aesculus hippocastanum | Fotos hochladen |